# Christos Yannaras
Christos Yannaras (Χρήστος Γιανναράς; Atene, 10 aprile 1935 – Citèra, 24 agosto 2024) è stato un teologo greco, autore di oltre 50 volumi, tradotti in varie lingue.

## Biografia
Yannaras nacque ad Atene il 10 aprile 1935. Studiò teologia nella capitale greca e filosofia all'Università di Bonn e alla Sorbona. Nel corso della sua carriera universitaria, insegnò filosofia all'Università Panteion. 
Nei suoi studi si è soffermato sulle differenze tra la filosofia greca e occidentale e la tradizione ortodossa, differenze che non sono limitate al livello teorico ma che definiscono  práxis (greco πρᾶξις) differenti.
In un libro su Dionigi l'Areopagita e Heidegger, in cui tentò di giustificare il pensiero personalistico dei Padri greci mediante l'esistenzialismo moderno, dimostrò come i Padri greci risposero innanzi tempo, superandole, alle negazioni del nihilismo moderno: «l'apofatismo dell'ortodossia raggiunge il nihilismo nel rifiuto degli idoli razionali di Dio, ma non si esaurisce in questo rifiuto».
Morì a Citèra il 24 agosto 2024 all'età di 89 anni.

## Opere
(elenco parziale)
- Ignoranza e conoscenza di Dio, Jaca Book, Milano, 1973.
- La libertà dell'ethos : alle radici della crisi morale dell'Occidente, EDB, Bologna, 1984.
- Variazioni sul Cantico dei cantici, CENS, Cernusco sul Naviglio, 1992.
- La fede dell'esperienza ecclesiale : introduzione alla teologia ortodossa, Queriniana, Brescia, 1993.
- La buona notizia sull'uomo, Qiqajon, Monastero di Bose, Magnano (VC), 1995.
- Heidegger e Dionigi Areopagita : assenza e ignoranza di Dio, a cura di Antonis Fyrigos, Città nuova, Roma, 1995.